# Asclepias dinteri
Asclepias dinteri là một loài thực vật có hoa trong họ La bố ma. Loài này được Engl. & Krause mô tả khoa học đầu tiên năm 1910.